# Thomas Sanders
Thomas Sanders (Gainesville, Florida, 24 de abril de 1989) es un actor, cantante, guionista y celebridad de internet que se hizo conocido por su actividad en Vine y YouTube. Es conocido por su carrera en Vine, que se desarrolló desde abril de 2013 hasta que la app fue cerrada por Twitter en enero de 2017. Tras el cierre de Vine, siguió produciendo vídeos, de larga duración en YouTube, y más cortos al estilo de Vine en Instagram, Tumblr y Twitter. Su trabajo consiste en sketches cómicos, bromas, historias, música y justicia social.
Sanders es conocido sobre todo por su serie de Vine Narrating People's Lifes (Narrando las vidas de la gente), también conocida como Storytime (Hora de historia), y la serie de YouTube Sanders Sides (Los lados de Sanders). Logró alcanzar 7400 millones de reproducciones y 8,3 millones de seguidores en Vine, haciendo de su carrera una de las de mayor éxito en la corta historia de esta red social. En YouTube, tiene 3 millones de suscriptores a fecha de enero de 2019. Sanders ha ganado dos Premios Shorty y un Premio Streamy al mejor Viner y al mejor cómico de YouTube, y ha sido nominado a un Premio Teen Choice al mejor Viner, entre otros reconocimientos y nominaciones.
Como cantante, Sanders ha publicado un EP en 2013, un álbum en 2016, y varios sencillos de 2017 en adelante. Tiene desde su adolescencia una carrera en el teatro musical en su Florida natal, protagonizando producciones regionales de obras como Into the Woods, Cantando bajo la lluvia, Los productores, Los miserables y Heathers: The Musical entre otras, y protagonizando una gira por 17 ciudades de Estados Unidos y Canadá con su propio musical, Ultimate Storytime, basado en su serie de Vine. En 2017, hizo una aparición en la serie de Disney Channel Bizaardvark y copresentó un episodio especial del programa de Disney XD ¡Caíste!

## Vida personal
Thomas Sanders nació y creció en Gainesville (Florida) y sigue viviendo allí hoy en día. Su bisabuelo materno nació en Irlanda y siempre mostró orgullo por sus orígenes irlandeses, considerándose medio irlandés, con familia en Irlanda. El padre de Thomas fue profesor durante décadas. Los padres de Sanders tuvieron cuatro hijos varones, Patrick, Christian, Thomas y Shae. Thomas es dos años mayor que Shae y ocho años menor que Patrick y Christian. Fue educado como católico, y se considera a sí mismo como tal, si bien un "católico de mente abierta", como él mismo se ha calificado. Aunque, como él mismo dijo, lleva cantando desde que era un niño muy pequeño, comenzó a cantar en público cuando estaba en la escuela intermedia, dentro de varios coros. También dio sus primeros pasos en la interpretación en la escuela intermedia, apareciendo en varias funciones escolares. Al llegar al instituto, comenzó a combinar la interpretación y la canción en sus primeros papeles en teatro musical. Más tarde, Sanders combinó sus estudios en la Universidad de Florida (localizada en Gainesville) con el teatro comunitario, uniéndose a la Gainesville Community Playhouse en 2006, donde realizaría decenas de papeles hasta 2015. Cuando se graduó en ingeniería química en 2011, combinaría un trabajo de día como ingeniero de manufactura en una compañía de desarrollo farmacéutico en Alachua con su trabajo de noche en el teatro, hasta que su éxito en Vine le llevó a abandonar ese primer trabajo y concentrarse en Vine y en el teatro.
Tras varios años de especulaciones de los espectadores acerca de su sexualidad, la cual, durante la época de Vine, aparecía reflejada de forma ambigua en su trabajo, con algunos Vines en que tenía intereses románticos femeninos, otros masculinos e incluso uno en el que tenía ambos; el 14 de junio de 2017, Sanders salió del armario como gay y clarificó que todas las veces que había representado relaciones en sus vídeos, de cualquier orientación, solo interpretaba personajes. Sanders dijo que, aunque ya estaba "fuera mucho antes de Vine" y no le habría importado revelarlo más claramente antes, ya que contestaba de forma honesta a cualquiera que se lo preguntaba, nunca consideró mostrar su sexualidad real en Vine, porque no la consideró relevante para su comedia, prefiriendo en su lugar hacer "cambios de papeles" cada vez que tuviera la oportunidad. Además, tampoco podía extenderse en el tema por las limitaciones de Vine, sobre todo de tiempo, y mencionó en ese sentido que la plataforma de YouTube le dio más libertad para salir del personaje y hablar con mayor libertad de sí mismo. Aun así, todavía tras salir del armario, muchos espectadores siguieron especulando sobre su hipotética bisexualidad, y siguen haciéndolo de cuando en cuando en sus diferentes plataformas de redes sociales, por lo que tuvo que clarificar muchas más veces que cada vez que había interpretado cualquier "sexualidad atraída hacia las mujeres", estaba interpretando personajes, dejando claro de nuevo que él es gay, ni bisexual, ni "bi-curioso", únicamente gay.

## Carrera

### Vine ySanders Shorts
Thomas debutó en internet bajo el alias de "Foster_Dawg", inspirado en su primer perro, Foster, el 14 de abril de 2013, cuando un amigo le enseñó la app de Vine. Una imitación de Stewie Griffin, de Padre de familia, fue el primero de sus Vines que se hizo viral, llevándole a un prolongado éxito en la app. Más tarde renombró su canal a simplemente "Thomas Sanders". Su canal alcanzó un millón de seguidores en Vine en octubre de 2013. Es conocido por varias series, como Narrating People's Lifes (Narrando las vidas de la gente), también conocida como Storytime (Hora de historia), Disney/Pokémon Pranks with Friends (Bromas Disney/Pokémon con amigos), Misleading Compliments (Cumplidos equívocos) y Shoutout Sunday (Agradecimiento de Domingo), entre otras.
Para abril de 2015, la cuenta de Vine de Sanders ya tenía más de cinco millones de seguidores, lo que convertía a Thomas Sanders en el 17.º Viner más seguido en ese momento. El 24 de febrero de 2015, Sanders apareció como invitado en The View, donde le entrevistaron sobre su popularidad en Vine. Cuando Twitter anunció el cierre de Vine a finales de 2016, Sanders anunció que seguiría haciendo Vines hasta el último día de la app. Tras el fin de Vine, que ocurrió el 17 de enero de 2017, Sanders siguió haciendo vídeos cortos al estilo de Vine, que publica en primer lugar de forma simultánea en sus cuentas de Instagram y Twitter, dándoles a partir de esa fecha el nombre de Sanders Shorts (Los cortos de Sanders). Los Sanders Shorts son posteriormente republicados, con distintos plazos de retraso, en el resto de sus redes sociales, como Tumblr y Facebook entre otras. En Instagram, Sanders también publica Historias de Instagram que suelen aparecer de forma simultánea en su cuenta de Snapchat . Además, anima a sus seguidores, que han tomado el nombre de "Fanders", a dibujar arte inspirado en él y su trabajo, y luego él escoge los mejores trabajos y los publica en Instagram, en recopilaciones semanales cada viernes bajo el hashtag "FanArtFriday", con "SuperArtSaturday" y "SupremeArtSunday" como hashtags alternativos si por algún motivo la recopilación tiene que salir en uno de esos días. A fecha de octubre de 2014, Sanders tiene 2,5 millones de seguidores en Instagram.
Sanders ha colaborado con viners como Vincent Marcus, Brandon Calvillo y Amymarie Gaertner, y presentó cameos y apariciones de gente como Sean Bean, Nicolle Wallace, Stacy London, Nick Pitera (con quien hizo una serie de Vines, Unexpected Duets, Duetos inesperados), Brizzy Voices, Gabbie Hanna, Tara Strong, E. G. Daily, Dan y Phil, Adam Pascal y los actores principales de Hamilton, Teen Titans Go! y Steven Universe, entre otros. También ha presentado apariciones de un reparto recurrente que suele aparecer con él en sus Vines, normalmente amigos, ocasionalmente familiares, y colegas actores de teatro, como Leo the Giant, Taylor Shrum, Brittney Kelly, Michael Tremaine, Jonah/Joan Stokes, Terrence Williams Jr., Nicole Visco, Sami Gresham, Dominic Goldberg, Valerie Torres, "That Kenny Guy", Talyn, Susan Shrum, Claudia Garcia, y muchos otros.

### YouTube
Thomas Sanders dio sus primeros pasos en Internet mucho antes de Vine, como un editor de vídeos anónimo en YouTube en 2007, cuando tenía 18 años, haciendo AMVs utilizando imágenes de Kingdom Hearts, bajo el nombre de usuario Roxas424, y usando el viejo Windows Movie Maker como herramienta. Cinco de esos vídeos, en los que Sanders nunca reveló su rostro ni identidad, aunque sí mencionó en las descripciones algunos de sus primeros trabajos teatrales, como cuando protagonizó una producción teatral de High School Musical, aún están disponibles a fecha de 2018 en ese canal de YouTube, aunque el canal, que apenas ha tenido unos pocos miles de visualizaciones a fecha de 2018, no ha tenido ningún tipo de actividad desde 2007, y ha permanecido mayormente en la oscuridad hasta que Sanders reveló a finales de 2016 que él era el autor de esos vídeos mientras hacía una colaboración en el canal de Ben J. Pierce. Más tarde, Sanders confirmó en mayo de 2018 la localización exacta de ese canal cuando le preguntaron en su propia cuenta oficial de Twitter.
Sanders abrió su cuenta oficial de YouTube el 15 de marzo de 2009. No hay registros hoy en día de cuándo publicó allí su primer vídeo de YouTube o cuántos vídeos publicó entre 2009 y 2014. El vídeo más antiguo disponible a fecha de 2018 se publicó el 1 de mayo de 2013, y es una versión de la entonces viral Cup Song. Hay referencias en la cuenta oficial de Sanders en Twitter, en mensajes de la segunda mitad de 2013, de que para entonces había publicado varios vídeos en YouTube, la mayoría consistentes en versiones completas de canciones, pero de todas ellas, solo dos versiones de 2013 y una de 2014 permanecen disponibles en YouTube a fecha de 2018. Cualquier vídeo que hubiera sido publicado en YouTube antes de octubre de 2014 fue posteriormente eliminado, excepto los mencionados y tres sketches cortos al estilo de Vine pero más largos de seis segundos. En octubre de 2014, cuando ya estaba establecido como una estrella de Vine, con varios millones de seguidores allí, anunció el debut "oficial" de su canal de YouTube. Comenzó a incluir una cabecera con una sintonía y un título, y empezó a publicar recopilaciones mensuales de sus Vines, vlogs en los que hablaba de varios temas, muchas veces de sus experiencias en teatro, y cuestionarios contestando preguntas de sus seguidores enviadas a través de Vine y Twitter. Hizo sus primeras colaboraciones en YouTube a lo largo de 2015, consistentes en bromas, juegos y desafíos. Hasta 2014, su número de suscriptores crecía a un ritmo bajo, con alrededor de 80 000 suscriptores al final de ese año. Desde esa fecha, el crecimiento de su número de seguidores comenzó a acelerarse progresivamente, con 200 000 suscriptores para abril de 2015 y más de 700 000 para el final de 2015.
Desde la segunda mitad de 2016, al mismo tiempo que su actividad en Vine comenzó a reducirse tras el anuncio de Twitter del próximo cierre de Vine, Sanders anunció que desde ese momento se concentraría en su contenido de YouTube. De esta forma, comenzó a publicar vídeos en YouTube con más frecuencia y en formatos más diversos. Conservó los juegos y desafíos, y también las recopilaciones de Vines, más tarde de Sanders Shorts, pero también incluyó interpretaciones de canciones, tanto en solitario como en duetos, debates de cultura y justicia social con especial apoyo para la temática LGBTQ+ o sobre igualdad racial o de género, entre otros temas; cortometrajes, sketches cómicos, series web como Sanders Sides o Cartoon Therapy, programas con participación del público como Real or Fake Anime o Voices of Unreason, y retransmisiones en directo ocasionales, entre otros formatos. Los vlogs tradicionales, aunque no fueron suprimidos del todo, se espaciaron mucho en el tiempo y fueron básicamente sustituidos por Sanders Sides como forma de hablar de temas y problemas con su público. La cuenta de YouTube de Sanders sobrepasó el millón de suscriptores alrededor de agosto de 2016, los dos millones en julio de 2017, y los tres millones en enero de 2019. A fecha de enero de 2019, su canal tiene 3 millones de suscriptores.
Thomas hizo varias apariciones como invitado en el programa de los Fine Brothers YouTubers React en 2016. Entre otros, ha colaborado con Hannah Hart (entre otras ocasiones, en un episodio de My Drunk Kitchen), Nathan Zed, Anthony Padilla, Brizzy Voices, Lilly Singh, Jon Cozart, Grace Helbig, Gabe Erwin, Smosh, Michaela Dietz, Meghan Tonjes, Gabbie Hanna, The Gregory Brothers, dodie y Ben J. Pierce, así como, igual que en Vine, Joan Stokes, Talyn, Dominic Goldberg y el resto de amigos y compañeros de teatro de Sanders.

### Teatro
Aparte de su carrera basada en internet, Sanders trabaja en el teatro musical desde su adolescencia. Debutó cuando estaba en séptimo curso, en torno a 2002, interpretando a Macduff en una producción de la escuela intermedia de Macbeth, y su primer papel en un musical fue como Prospero en Return to the Forbidden Planet, en el instituto, a mediados de los 2000s. Después participó en producciones locales para el Buchholz High School y el Gainesville High School, y en 2006 debutó en la Gainesville Community Playhouse, en una producción de La Bella y la Bestia. En la Gainesville Community Playhouse, entre otros papeles, interpretó a Ko-Ko en Hot Mikado (2007), Cornelius Hackl en Hello, Dolly! (2008), Don Lockwood en Cantando bajo la lluvia (2009), Leo Bloom en Los productores (2010), Billy Crocker en Anything Goes (2011), Phil Davis en White Christmas (2012), el lobo y el príncipe de Cenicienta en Into the Woods (2014), y el inspector Javert en Les Misérables (2014). Sanders recibió tres Manzanas de Oro, un premio local de la Gainesville Community Playhouse, al mejor actor de musical, por Hot Mikado en 2007, por Los productores en 2010 y por Anything Goes en 2011. Otros papeles incluyen Judas en Jesucristo Superstar, Troy Bolton en High School Musical y Slightly Soiled en Peter Pan. En 2015, Sanders interpretó a J.D. en Heathers: The Musical, en una producción realizada en Orlando (Florida). Del 8 de agosto al 2 de septiembre de 2016, Sanders fue de gira con un musical teatral, Ultimate Storytime, escrito por Sanders con canciones compuestas por Jacob Fjeldheim, basado en su serie de Vine Narrating People's Lives, actuando en 17 ciudades de Estados Unidos y Canadá, incluidas Toronto y Nueva York.
Escribiendo para The Gainesville Sun, la crítica Arline Greer dijo sobre Cantando bajo la lluvia: "Thomas Sanders está en escena en el lugar de (Gene) Kelly, siguiendo con ánimo y voluntad los icónicos pasos de Kelly. Tu disfrute de la interpretación de Sanders y de la producción en general dependerá mucho de tu voluntad de dejar a un lado el recuerdo de lo que algunos han llamado una de las mejores películas musicales de Hollywood. Si está inseparablemente enganchada en tu cerebro, puede que tengas un problema". Escribiendo sobre Los productores, la misma crítica dijo: "Aquí, en otro golpe de brillante casting, Thomas Sanders interpreta al tímido e histérico Bloom, que canta I Wanna Be a Producer con todo el encanto de un entusiasta Josh Groban". Escribiendo para The Gainesville Sun sobre Les Misérables, el crítico Ron Cunningham dijo: "Y Thomas Sanders - un sobresaliente cómico en "Into the Woods" - está tan siniestro como la muerte en su interpretación de Javert, el farisaico inspector de policía que persigue a Jean Valjean sin piedad". Escribiendo para el Orlando Sentinel, el crítico Mathew J. Palmer dijo: "Thomas Sanders, que tiene un gran seguimiento en internet por su trabajo en YouTube y Vine, es un carismático J.D., pero como pareja (con su compañera Nicole Visco), no generan mucho calor", remarcando también que los dos eran "buenos cantantes", a pesar de que hubo "problemas momentáneos de afinación" en todo el reparto la noche del estreno. Escribiendo para Broadway World acerca de Heathers, Matt Tamanini dijo: "Como J.D., Sanders es muy divertido, de una forma homicida. Poniéndole lo justo de Christian Slater para que siga siendo un homenaje, él encuentra una forma de hacer a este asesino adolescente más comprensible que la versión cinematográfica. Además, tiene una voz de barítono muy buena, y le añade dosis extras de humor siempre que puede".

### Música
Aunque a menudo los críticos, como se menciona arriba, clasifican a Sanders como barítono, Thomas se considera a sí mismo cantante bajo. Ha cantado múltiples veces en sus vídeos de Vine y YouTube, así como en sus cuentas de Tumblr y Snapchat, y el resto de sus redes sociales. Ha interpretado una amplia variedad de géneros, pero ha mostrado una preferencia personal por la música jazz, mencionando a Nat King Cole como uno de sus intérpretes favoritos. También ha interpretado duetos con dodie, Jon Cozart, Ben J. Pierce, Deedee Magno Hall, Adam Pascal, AJ Rafael y otros. Uno de esos duetos, la canción "R.I.P. Vine: A Song", interpretado junto a Jon Cozart en diciembre de 2016, fue nominado a un Premio Streamy a la mejor colaboración. Publicó su primer EP el 21 de diciembre de 2013, con canciones navideñas y titulado Merry Christmas. En 2016 publicó un álbum con la banda sonora de su musical teatral Ultimate Storytime, que grabó junto a sus compañeros de reparto, Terrence Williams Jr., Nicole Visco, Jay Harper y Leo Anderson (antes conocido como Leo the Giant). El 22 de julio de 2017, Sanders publicó en YouTube su primer sencillo original, "The Things We Used to Share" que se publicó en iTunes y Spotify el 27 de julio. A él le siguieron más sencillos a lo largo de 2018 y el anuncio de un nuevo EP.

#### EPs y álbumes
- Merry Christmas (2013)[8][9]
- Ultimate Storytime (2016)[10]

#### Canciones
| Año  | Título                                              | Dueto con                                                                                         | Datos                                                                                                  |
| ---- | --------------------------------------------------- | ------------------------------------------------------------------------------------------------- | --- |
| 2013 | "Snow in Venice"                                    | Jacob Fjeldheim (piano)                                                                           | Versión de un tema de Elizavetha                                                                       |
| 2014 | "A Dream is a Wish Your Heart Makes"                | Jacob Fjeldheim (piano)                                                                           | Versión jazz de un tema de Cenicienta                                                                  |
| 2015 | "Proud of Your Boy"                                 |                                                                                                   | Versión del musical Aladdín publicada en la web de Sanders en Tumblr.                                  |
| 2016 | "Vine vs YouTube"                                   | Jon Cozart                                                                                        | Canción basada en "Anything You Can Do" del musical Annie Get Your Gun                                 |
| 2016 | "Middle of a Moment"                                |                                                                                                   | Versión del musical basado en James y el melocotón gigante                                             |
| 2016 | "Freeze Your Brain"                                 |                                                                                                   | Versión del musical Heathers protagonizado por Sanders en 2015                                         |
| 2016 | "What You Own"                                      | Adam Pascal                                                                                       | Versión del musical Rent                                                                               |
| 2016 | "The Internet is Down"                              | AVbyte                                                                                            | Canción original                                                                                       |
| 2016 | "RIP Vine: A Song"                                  | Jon Cozart                                                                                        | Canción nominada a un Streamy basada en "Agony" del musical Into the Woods                             |
| 2017 | "Lies"                                              |                                                                                                   | Canción interpretada en Sanders Sides                                                                  |
| 2017 | "Birds"                                             | dodie                                                                                             | Versión del musical Ultimate Storytime                                                                 |
| 2017 | "Dear Happy"                                        | dodie                                                                                             | Canción original de dodie                                                                              |
| 2017 | "Warrior Girl"                                      | Deedee Magno Hall                                                                                 | Versión del musical Ultimate Storytime                                                                 |
| 2017 | "A Lovely Night"                                    | Ben J. Pierce                                                                                     | Versión de La La Land                                                                                  |
| 2017 | "Waving Through a Window"                           | dodie y Ben J. Pierce                                                                             | Versión del musical Dear Evan Hansen                                                                   |
| 2017 | "Aggresive Bouts of Beat Poetry"                    |                                                                                                   | Canción escrita por Joan Stokes e interpretada en Sanders Sides                                        |
| 2017 | "New York, New York"                                | dodie                                                                                             | Versión del musical homónimo                                                                           |
| 2017 | "The Things We Used to Share"                       |                                                                                                   | Canción original compuesta por Joan Stokes, primer sencillo original                                   |
| 2017 | "Tomorrow Never Came"                               | Ben J. Pierce                                                                                     | Versión de un tema de Lana del Rey                                                                     |
| 2017 | "12 Days of Christmas"                              |                                                                                                   | Canción navideña interpretada en Sanders Sides                                                         |
| 2018 | "Rear View"                                         | Foti                                                                                              | Canción original de Foti                                                                               |
| 2018 | "Disappear"                                         | AJ Rafael                                                                                         | Versión del musical Dear Evan Hansen                                                                   |
| 2018 | "I Won't Say I'm in Love (mash-up)"                 | Terrence Williams Jr., Foti & Jamahl Rawls                                                        | Sencillo, versión de un tema de Hércules en mash-up con otros temas Disney                             |
| 2018 | "Crofter's: The Musical"                            |                                                                                                   | Sencillo, interpretado en Sanders Sides.                                                               |
| 2018 | "On the Borderline"                                 |                                                                                                   | Sencillo, canción original escrita por Joan Stokes.                                                    |
| 2018 | "breathin"                                          | Foti                                                                                              | Sencillo, versión de un tema de Ariana Grande.                                                         |
| 2018 | "Incomplete (The Puzzle Song)"                      |                                                                                                   | Sencillo, canción original interpretada en Sanders Sides.                                              |
| 2019 | "Seasons of Love"                                   | Un coro formado por varios de sus amigos                                                          | Sencillo, versión de un tema del musical Rent.                                                         |
| 2019 | "Friends on the Other Side: Disney Villain Mash-Up" | Brittney Kelly, Valerie Torres-Rosario, Foti, Jamahl Rawls, Terrence Williams Jr., & Leo Anderson | Sencillo, versión de un tema de The Princess and the Frog en mash-up con varias otras canciones Disney |
| 2019 | "Forbidden Fruit (The Duke's Theme)"                |                                                                                                   | Sencillo, canción original interpretada en Sanders Sides.                                              |
| 2019 | "A Gay Disney Prince"                               | Jon Cozart                                                                                        | Sencillo, canción original en mash-up con varias canciones Disney                                      |
| 2019 | "Recipe for Me"                                     |                                                                                                   | Sencillo, canción original escrita por Joan S. y Jamahl Rawls                                          |
| 2020 | "Rhythm Redux"                                      |                                                                                                   | Sencillo, canción original interpretada en Sanders Sides                                               |
| 2021 | "Seventeen"                                         | Nicole Visco                                                                                      | Canción de reunión de Heathers: The Musical, que protagonizaron Sanders y Visco en 2015                |
| 2021 | "Hallellujah"                                       | Caleb Hyles, Jonathan Young, Dan Vasc & Colm McGuinness                                           | Sencillo producido por Caleb Hyles, versión de una canción compuesta por Leonard Cohen                 |

### Televisión
El 27 de enero de 2017, Thomas Sanders apareció como actor invitado en la serie de Disney Channel Bizaardvark, en el último episodio de la primera temporada, titulado "In Your Space!", donde interpretó al presentador del programa online de telerrealidad que da título al episodio, Ian Finkelman. También copresentó un episodio especial de ¡Caíste!, titulado "Talk the Prank with Thomas Sanders and David Lopez", que se emitió en Disney XD el 20 de marzo de 2017.

## Premios y nominaciones
| Año  | Premio                                     | Nominado                                                                           | Resultado |
| ---- | ------------------------------------------ | ---------------------------------------------------------------------------------- | --------- |
| 2014 | Estrella favorita de Vine de Ryan Seacrest | Thomas Sanders                                                                     | Ganador   |
| 2015 | Premio Shorty - Estrella Vine del año      | Thomas Sanders                                                                     | Ganador   |
| 2016 | Premio Streamy - Viner del año             | Thomas Sanders                                                                     | Ganador   |
| 2016 | Premio Teen Choice - Choice Viner          | Thomas Sanders                                                                     | Nominado  |
| 2017 | Premio Shorty - Cómico de YouTube          | Thomas Sanders                                                                     | Ganador   |
| 2017 | Premio Streamy - Colaboración              | Thomas Sanders y Jon Cozart por "RIP Vine: A Song"                                 | Nominado  |
| 2017 | Unicorn Awards - YouTuber del año          | Thomas Sanders                                                                     | Nominado  |
| 2019 | Premio Streamy - Mejor guion               | Thomas Sanders, Joan S., Adri White, Quil Cauchon y AJ Hentges por "Sanders Sides" | Nominado  |